# 대한민국-중화인민공화국 관계
대한민국-중화인민공화국 관계 또는 한중 관계는 대한민국과 중화인민공화국 간의 관계를 말한다. 대한민국의 대(對)중화인민공화국 수출은 1629억1297만 미국 달러, 중화인민공화국의 대(對)대한민국 수출은 1386억2813만 미국 달러(각 2021년 12월)에 달하여 중화인민공화국은 대한민국에 있어서 제1의 수출·수입국이다. 모두 2,350,422명(재외국민 256,875명, 조선족 2,093,547명)의 한민족들이 중화인민공화국에 거주(2020년 12월 기준)하고 있다. 이들 한민족들, 특히 중화인민공화국 지린 성 옌볜 조선족 자치주의 조선족은 대한민국에 들어와 일을 하거나 결혼을 하는 등 현재에도 활발히 교류하고 있다.

## 외교사
대한민국과 중화인민공화국은 1989년 말이 되면서 자유롭게 상호 방문을 허락하여 학술, 언론, 특히 이산가족 교류가 가능해졌다. 1992년 8월부터 노태우 정부의 북방정책에 따라 대한민국은 중화인민공화국이 주장하는 하나의 중국 원칙을 받아들여 타이베이과 단교하고 중화인민공화국과 수교하고 있다.

### 1950년대 초
1949년 10월 1일 중국 공산당은 중국 대륙에서 중화인민공화국의 건국을 선포하였다. 중화인민공화국은 대한민국이 아닌 조선민주주의인민공화국을 승인하였고 따라서 대한민국은 중화민국과 수교 상태를 유지하였다. 중화민국과는 달리, 중화인민공화국은 1950년 10월 유엔의 유엔군에 대항하여 한국 전쟁에 중국인민지원군을 파견하였다. 이들은 38도 주변 지역의 북쪽에서는 국제연합군을 몰아내는 데에는 성공했으나, 그 이남 지역에서의 공세는 힘을 발휘하지 못했다. 중국인민지원군은 1953년 휴전 이후에도 조선민주주의인민공화국에서 잔존하다가 1958년에 완전히 철수하였다. 이는 냉전 시대에 공산주의 국가인 중화인민공화국과 자본주의 국가인 대한민국이 적대적 관계가 되는 원인이 되었으며, 대한민국으로서는 한국의 독점적 통치권을 침해하는 조선민주주의인민공화국을 승인하는 중화인민공화국과 수교할 수가 없었고, 또한 중화인민공화국으로서도 적국인 중화민국과 긴밀한 관계에 있는 대한민국과 수교할 수가 없었다. 이후 중화인민공화국은 조선민주주의인민공화국과, 대한민국은 중화민국과 각각 긴밀한 관계를 맺게 되었다. 한중간 공식적인 관계의 부재는 양 국의 교역을 증대시키는 데 걸림돌이 되었다. 대한민국은 합법적으로 중화인민공화국 내의 자국 국민과 기업의 이익을 보호할 수 없었기 때문이다.

### 중화인민공화국의 태도 변화

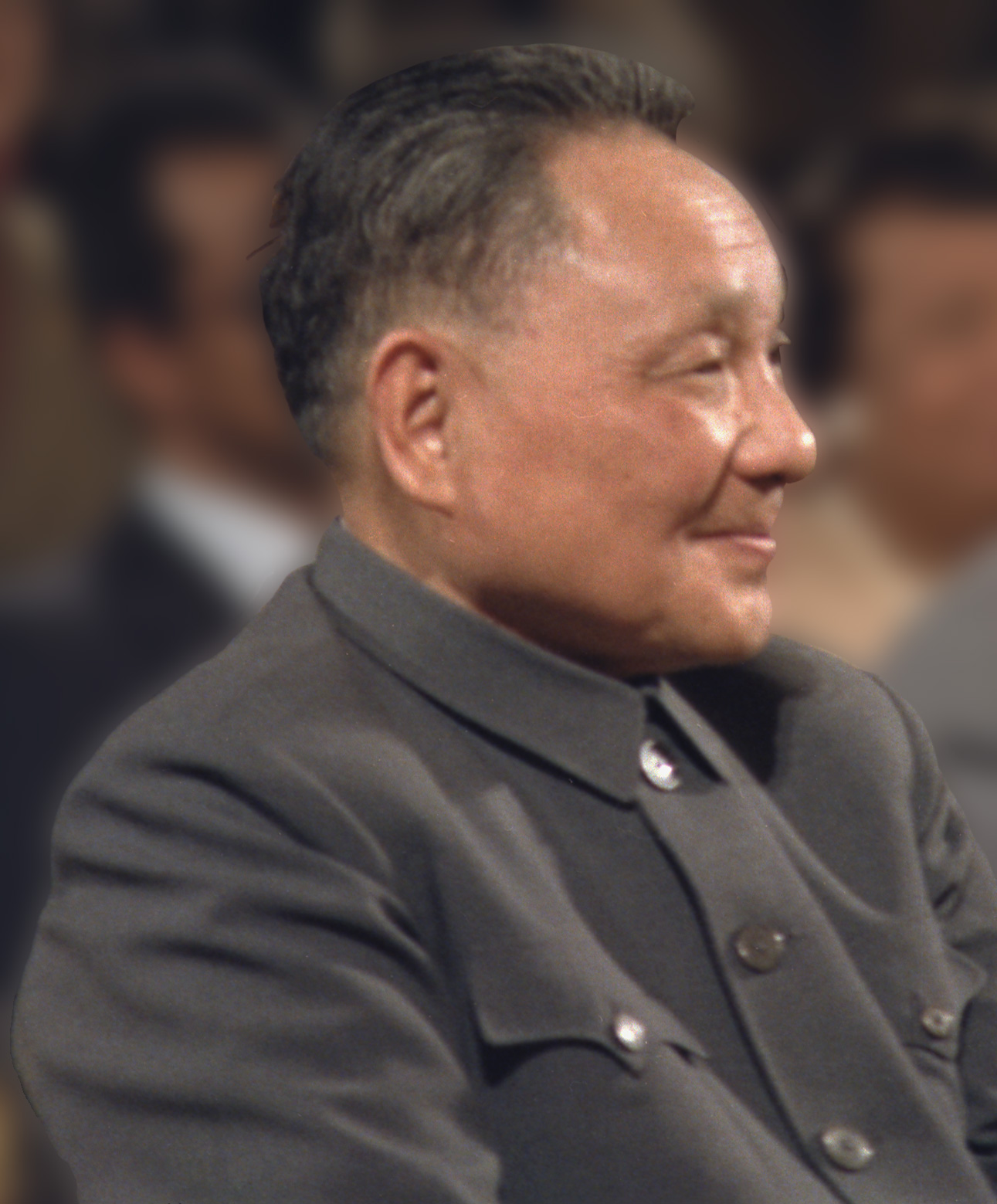
덩샤오핑

한편 중화인민공화국의 태도 변화는 1980년대에 들어와 감지되기 시작했다. 1980년 1월 "4개 현대화의 성공적인 추진을 국내문제와 국제문제를 해결하는데 있어서 가장 중요한 조건"이라는 덩샤오핑의 연설은 주변정세의 안정과 경제발전이 국가의 최대목표로 설정되었음을 의미한다. 특히 한반도에 있어서 분쟁발발억제에는 현상유지가 필수적이며 대한민국의 급속한 경제성장모델에 상당한 관심을 갖는 중화인민공화국의 지도자들이 많았다. 새로운 경제파트너로서 대한민국과의 교역은 기존의 대(對)대한민국 인식을 변화시키게 만들었다. 이러한 서방과의 적극적인 중화인민공화국의 개방외교는 한국과의 제3국을 통한 교역을 1980년 말에는 1,900만 달러에 이르게 했다. 1980년 1월 중화인민공화국 외교부장 황화는 "관문불상쇄(關門不上鎖"(문은 잠겨 있으나 빗장은 걸지 않았다)라는 말로 대한민국과의 교류확대의사가 있음을 사실상 부인하지 않았다.

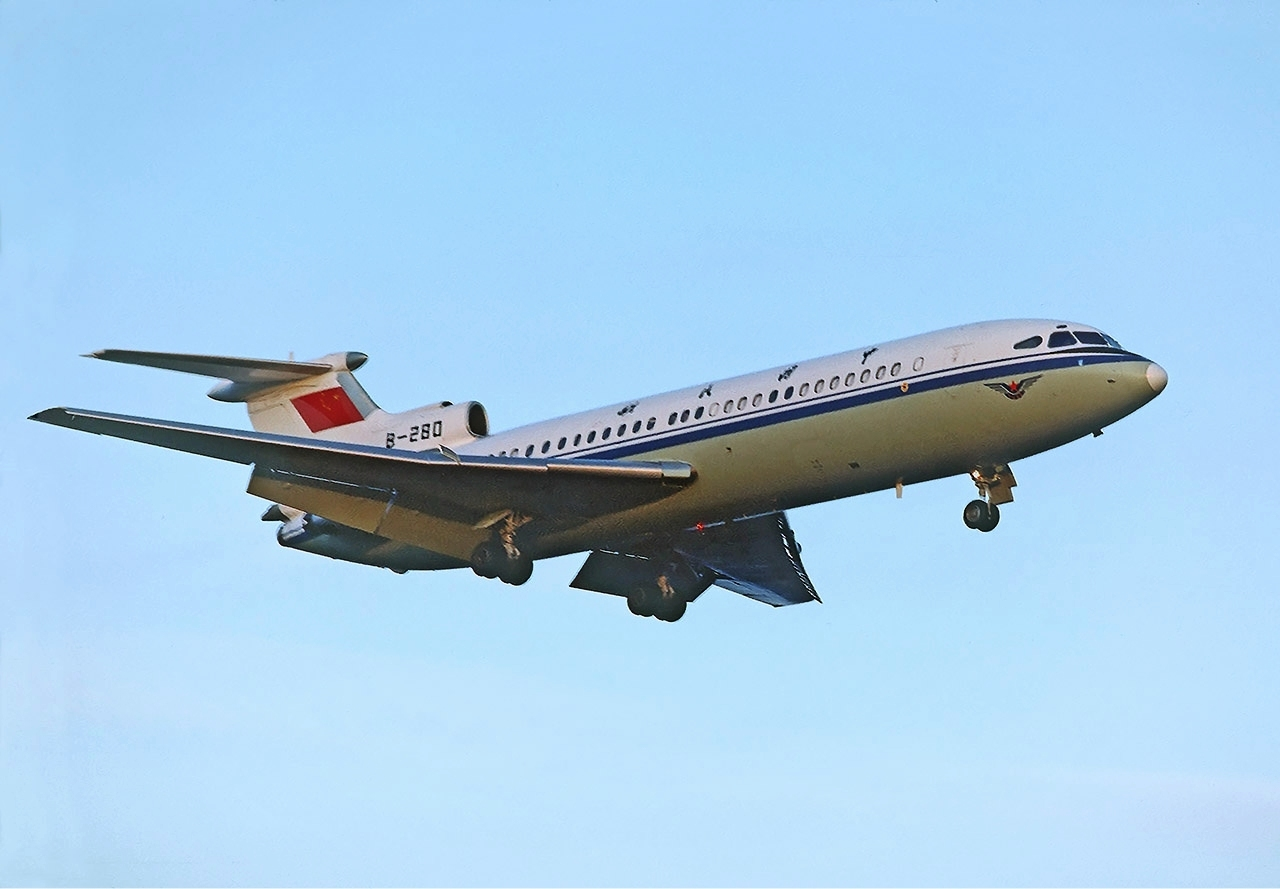
중국민용항공총국의 항공기 (현 중국국제항공)

양국이 1983년 5월의 중국 민항기 불시착 사건을 해결하고 나서, 서로 외교 관계가 없던 양국이 1983년 8월, 중화인민공화국 민항기가 한국의 비행정보구역을 통과할 수 있도록 합의가 이루어졌다. 또한 이 사건은 체육·문화·관광 등의 비정치적인 영역에서 양국이 교류를 시작한 계기가 되었다. (→중국 민항기 불시착 사건) 노태우 정부가 표방한 북방 정책에 대하여 중화인민공화국은 소비에트 연방에 비하여 그다지 매력적으로 느끼지 않았다. 또한 소련에 비하여 중화인민공화국은 1980년대에 대한민국을 별로 필요로 하지 않았다. 특히 경제 분야에서 그랬다. 그럼에도 불구하고, 양국은 상호 보완적인 경제적 필요성과 지리적 접근성으로 인하여 교역을 하기 시작하였다. 중화인민공화국은, 소련과 비교하여, 조선민주주의인민공화국과 정치적으로 더 가까웠기 때문에, 양국 간의 무역량 증대에도 불구하고, 양국의 정치관계의 향상은 더디었다. 중화인민공화국은 조선민주주의인민공화국과 미국, 일본 간 관계의 중재와 대한민국, 조선민주주의인민공화국, 미국 3자간의 대화를 시작하도록 노력하였다. 대한민국과 중화인민공화국간의 민간 계약은 더욱 활발해졌다. 양국은 1989년이 되어서 제한적 상호 방문을 허락하여 학술, 언론, 특히 이산가족 교류가 가능해졌다. 200만명에 가까운 한민족들, 특히 중화인민공화국 지린성 옌볜 조선족 자치주의 한민족들(조선족)은 대한민국과 활발히 교류하고 있다. 중화인민공화국의 정치적 소동이 중화인민공화국-대한민국 관계에 어떤 영향을 끼쳤는지 판단하기는 어렵다. 1989년 톈안먼 사건 이후, 조선민주주의인민공화국은 예상대로 중화인민공화국의 억압적인 조치를 도왔다. 이와 반대로, 대한민국은 더욱 침묵했으나 1989년 톈안먼 사건을 부추긴 것도 그렇다고 비난한 것도 아니었다. 양국의 교역은 더욱 증가하고 있었다.
1989년 12월 냉전 종식이 선언되고, 1989년 5월에 소련의 고르바초프가 중화인민공화국을 방문하여 중-소관계가 정상화된 것은 한-중 수교의 중요한 계기라고 할 수 있다. 그리고 아울러 노태우 정부의 한-소 수교의 성공이 중화인민공화국에게도 영향을 미쳐 한중 수교를 앞당겼다고 할 수 있다.

### 수교 이후

#### 국제결혼과 유학
대한민국 남자들의 국제결혼을 아내의 출신지 별로 볼 때, 중화인민공화국 국적의 여자가 가장 많다. 2000년 3,566건 (전체 6,945건 중 51%)에서 2008년 13,203건(전체 28,163 건 중 46.8%)으로 증가하였다. 한국에서는 2001년 즈음부터 중화인민공화국 유학 붐이 일어났다.

#### 한반도에서 남과 북을 별개의 국가로 인식
2008년 4월 27일 대한민국 서울에서 열린 2008년 베이징 올림픽 성화 봉송 행사에서 재한중국인 및 중국인 유학생들의 폭력 사태로 인해 한국인 및 외국인이 부상을 당한 사건이 발생하였다.(→2008년 중국인 성화봉송 폭력시위 사건) 이 때문에 각국 사이에 반한, 반중 감정이 강하게 생겨나는 등 위화감이 조성되었다.
한중 관계에서는 탈북자 문제도 갈등요소로 남아있다. 중화인민공화국은 그동안 탈북자들이 들어올때마다 강제로 북송하는 정책을 취하고 있다. 2012년 2월에는 탈북자가 대거 중화인민공화국 공안부에 잡혀있다가 강제로 북송되는 사건도 벌어졌다. 그리고 3월에는 탈북자북송에 반대하는 집회가 열리기도 했다. 그리고 3월 12일에 제네바에서 열린 회의에서 탈북자북송문제로 남북대표사이에서 충돌이 일어나기도 했고, 어이없게도 중화인민공화국은 탈북자문제를 정치화하지말라는 것을 강력히 주장했다. 중화인민공화국은 대한민국(한국)과 조선민주주주의인민공화국(북한)을 별개의 국가로 인식하고 수교하고 있기 때문에, 조선민주주주의인민공화국 측의 요청인 탈북자 북송을 시행하는 중이다.
한국과 중화인민공화국 사이의 마찰 사항으로는, 중화인민공화국은 유엔의 대북 제재에 반대하고 있으며, 동북공정을 추진하면서 고대사를 왜곡하는 정책을 펼치고, 이어도 주변 해역을 자국의 배타적 경제수역(EEZ)으로 주장하여 한중간 외교 갈등을 일으키고 있다.

#### 일본의 우경화 외교에 대한민국과 협력
반면에 중화인민공화국은 조선민주주주의인민공화국(북한)의 핵개발이나 여러 행보에 반대 의사나 압박을 주는 중이며, 대한민국을 중요 경제 파트너로 인식하여 교류를 크게 늘리는 중이고, 근현대사에서 일본 제국으로 인해 피해를 겪었다는 점에서 일본의 우경화 외교에 대한민국과 공조, 협력하여 압박을 가하는 중이다. 중화인민공화국은 731 부대 생체실험 사건을, 대한민국은 위안부 문제를 수면 위로 올리는 중이며, 대한민국이 중화인민공화국 하얼빈에 안중근 의사 기념비를 만들어달라는 요청에 중화인민공화국은 기념비가 아니라 기념관을 만드는 것으로 응대하여 일본을 압박하고 있다.

#### 한중관계 개선과 실효성
중국공산당 중앙위원회 총서기 시진핑 집권 이후로 한중 FTA 추진과 시진핑 총서기의 대한민국 방한 등의 모습을 보이고 있어 미국과 일본, 조선민주주의인민공화국은 한중관계를 매우 의식하고 있다.

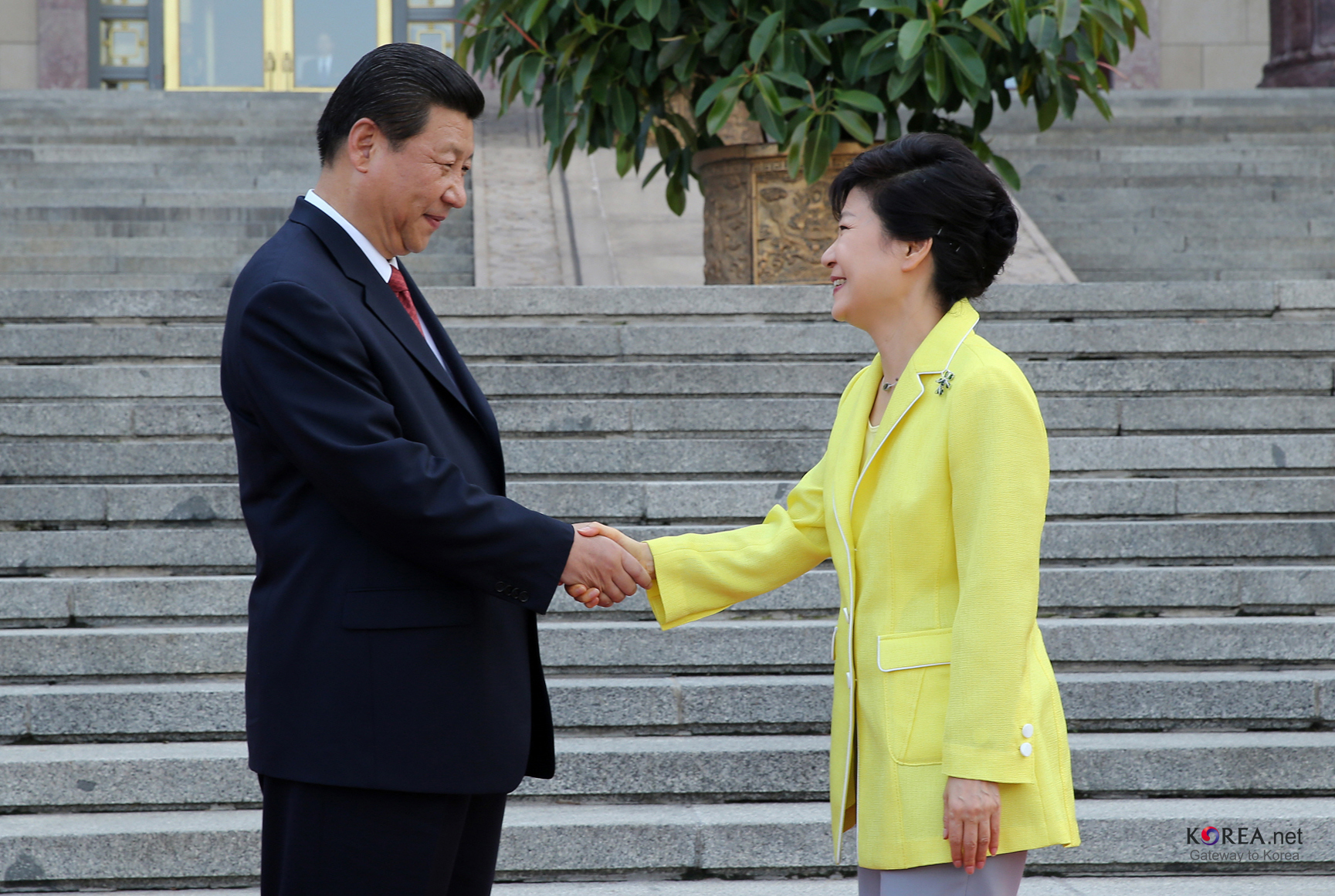
중화인민공화국을 공식 방문한 박근혜 대통령(오른쪽)이 시진핑(왼쪽) 중국공산당 중앙위원회 총서기과 악수를 나누고 있는 모습(2015년)

2012년 8월 수교 20주년을 맞았다. 2013년 6월 대한민국의 대통령 박근혜가 중화인민공화국 베이징시를 방문하여 중국공산당 중앙위원회 총서기 시진핑과 정상회담을 가졌다. 2013년 중한 양국은 한국에서 발굴한 중국인민지원군 열사의 유해를 중국으로 송환하기로 합의하여 2014년부터 중공군 유해를 인도한다. 또한 2015년 9월에는 박근혜 대통령이 베이징에서 열린 중화인민공화국 전승절 행사의 열병식에 참석하였는데, 이 행사에는 서방 국가들 중 대한민국, 체코, 폴란드 오직 세 나라들의 정상들만이 참여하였기에 한국의 박근혜 대통령의 모습이 더더욱 눈에 띄었다. 참고로 호주, 프랑스, 포르투갈, 이탈리아, 네덜란드, 뉴질랜드, 영국 등 13개국은 장관급 인사를 파견했다. 캐나다, 독일, 룩셈부르크, 미국, 유럽연합(EU) 등은 주중국 대사를 정부 대표로 행사에 참가토록 했다. 이 때 박근혜 대통령이 과연 직접 중화인민공화국의 전승절에 참석하는 것이 실리가 있는가에 대한 논란이 있었다. 박근혜 대통령을 옹호하는 측에서는 일단 대한민국이 중화인민공화국과 관계를 개선하여 나쁠 이유가 없다고 주장하고 있다. 다만 반대하는 측에서는 기본적으로 한미 동맹을 맺고 있는 한국이 미국의 가상 적국인 중화인민공화국의 전승절에 국가 최고원수를 직접 보내는 것이 국제 정서에 부합할 지에 대하여 의문을 가지고 있으며, 박근혜 대통령이 열병식에 다녀온 이후에도 중화인민공화국이 여전히 남북갈등 문제에서 조선민주주의인민공화국을 지원하고 별다른 대한 행보변화가 이루어지지 않는 것 등에 대하여 과연 방문의 실효성이 있었는가에 대해 의심하고 있다.

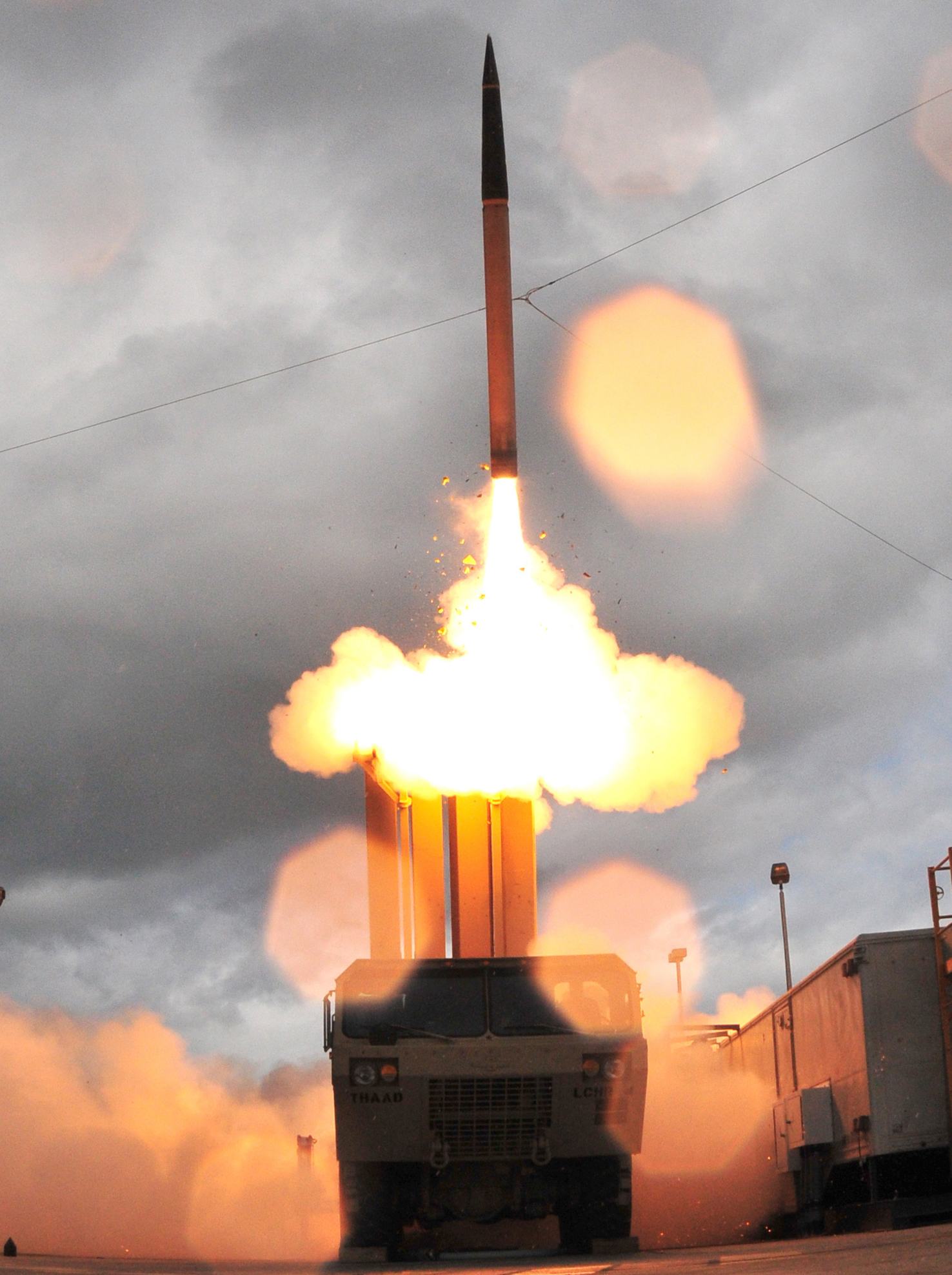
THAAD

### 사드 보복
대한민국과 중화인민공화국의 관계는 2016년에 일어난 대한민국의 사드 배치 논란으로 급격히 악화되었다. 2016년 1월 6일에 조선민주주의인민공화국은 4차 핵실험을 벌이며 한반도의 안전을 크게 위협하였고, 이로 인하여 대한민국은 국가의 안보를 위하여 주한미군을 통하여 사드를 경상북도 성주군에 배치, 북측의 위협에 효과적으로 대응하려 하였으나, 중화인민공화국 측에서는 사드가 중화인민공화국의 국익을 해치고 동북아의 균형을 깬다고 주장하며 크게 반발하하며 대한민국에 내정간섭을 하였다. 하지만 중화인민공화국은 이미 대한민국 전역을 감시할 수 있는 초대형 레이더를 설치, 운용하고 있었으며, 대한민국 전역을 이미 속속들이 들여다보고 있었다는 사실이 드러나며 대한민국 내에서는 당연히 이에 대한 반발이 커졌다. 또한 대한민국이 중화인민공화국에게 함께 대북제재에 참여해 줄 것을 요청하자, 명백한 조선민주주의인민공화국의 편을 들며 대한민국의 요청은 거부하는 이중적인 모습을 보였다. 2017년 1월 4일에는 사드 배치 문제를 둘러싼 한·중간 마찰이 점점 심해지고 있는 가운데, 중화인민공화국 외교부는 "소국(小國)이 대국(大國)에 대항해서 되겠냐, 너희 정부가 사드 배치를 하면 단교 수준으로 엄청난 고통을 주겠다"고 중국의 입장을 표명하면서 상대국의 명예를 완전히 대놓고 무시하며 내정간섭을 하였고, 이에 따라 한국 대중들의 반중 정서는 급속도로 강화되었다. 게다가 중화인민공화국 측에서 비공공연하게 사드 보복을 통하여 중국인 관광객들의 한국 유입 차단, 한국 기업들의 중화인민공화국 진출 억압, 한한령(限韓令)과 같이 한국 문화의 중화인민공화국 진출을 강제로 통제하면서 대한민국에는 상당한 경제 피해를 입혔고, 이에 따라 대한민국의 대중 감정은 오히려 일본이나 조선민주주의인민공화국보다도 크게 나빠졌다. 이후 중화인민공화국에 진출한 한국 기업들이 대거 동남아로 수입, 수출 판로를 다변화하는 등 지나치게 중화인민공화국에 집중되어 있는 산업 구조를 바꾸기 위한 노력을 하였고, 탈중국화를 통하여 지속 가능한 발전을 추구하고 있다.
잇따른 갈등에 2017년 이후 양국 국민 간의 감정도 크게 악화되었다. 2017년 퓨 리서치 센터의 조사에서 한국인의 61%가 중화인민공화국에 대해 비호감이라 응답했는데, 이는 베트남과 일본에 이어 세 번째로 높은 수치이다. 중화인민공화국에서도 2018년 통일연구원에서 실시한 조사에 의하면 77.4%의 중국인이 한국인을 신뢰할 수 없다고 응답했으며, 한국에 대한 호감도 역시 3.4점으로 일본보다도 낮았다. 그리고 한국의 반중감정이 심해지면서 특히 20대의 혐중이 60대보다 심해져서 중화인민공화국측에서도 이러한 상황에 대하여 우려의 목소리가 높아지고 있다.

### 현재(코로나19시대)
박근혜 대통령이 2017년 국정농단 사태로 탄핵당한 이후, 더불어민주당 소속 문재인 대통령이 새롭게 선출되었다. 문재인 대통령은 이후 이해찬 의원, 김태년 의원 등을 특사로 방중시켜 사드 문제를 논의하도록 하였고, 양국 간 통화 스와프를 연장하였으며 악화일로를 걷던 한중 관계를 개선시키는 전환점을 만드는 데에 성공하였다. 다만 중화인민공화국 화춘잉(華春瑩) 대변인이 대한민국이 사드 추가 배치와 미국의 미사일방어(MD) 체제 참여, 한미일 안보협력의 군사동맹으로 발전 등을 하지 않겠다는 내용의 '3불(不) 약속'을 해주고 갔다고 일방적으로 밝혀 논란이 되었다. 이후 대한민국 정부는 이에 공식적으로 항의하였으며, 이후 인민일보 등 관영매체에서도 '약속'이라는 단어 대신 '입장 표명'이라는 표현을 사용하였다. 문재인 정부 들어 한중 관계는 점차 회복세를 띠기 시작하였으며 베트남에서 열린 APEC 회의에서 문재인 대통령과 시진핑 총서기이 정상회담을 가지며 관계 회복의 급물살을 타기 시작하였다. 정상회담에서 보다 의미있게 평가할 수 있는 성과물은 양국의 최대 공통현안인 북핵 해결을 위한 소통과 협력을 가일층 강화하기로 한 점이다. 두 정상은 회담에서 현 한반도 안보상황을 안정적으로 관리할 필요가 있다는 데 의견을 같이하고 북핵 문제를 궁극적으로 대화를 통해 평화적으로 해결하기로 뜻을 모았다. 2017년 7월 독일 함부르크 G20(주요 20개국) 정상회의에 이어 북핵문제의 '평화적 해결' 원칙을 재확인하고 북한이 조속히 대화의 장(場)으로 복귀할 수 있도록 공동의 노력을 펴나가겠다는 의미이기도 하였다. 양국은 이를 위해 각급 차원에서 북핵과 한반도 문제에 대한 '전략대화'를 강화해 나간다는 데 합의했다. 특히 양국 간에 새로운 고위급 협의체가 구성될 가능성도 제기되었다. 이와 관련, 청와대 고위관계자는 "고위급 간에 대화노력이 계속될 것이라는 의미"라며 "여기에는 새로운 협의체 구성도 포함된다"고 말했다. 문 대통령이 2017년 7일 도널드 트럼프 미국 대통령과의 정상회담을 한 지 4일 만에 시진핑 총서기을 만난 것으로, 북핵 문제에 가장 큰 영향력을 끼치는 G2(주요 2개국)와 정상 차원의 협의를 진행한 것이다. 또한 도널드 트럼프 미국 대통령과 렉스 틸러슨 국무장관이 잇달아 북·미 대화를 시사하였는데 이는 미국의 제재와 압박이 북한에서 가시적 효과를 내고 있다는 판단에 따라 다음 단계인 대화 국면으로의 전환을 위한 포석으로 풀이되었다.
한편 점차 개선되고 있는 한중관계와는 달리, 일반 대중들의 중국에 대한 인식은 2016년 사드 사태 이후로 여전히 나아지지 못하고 있다. 특히 2010년대 들어 사회 주요 이슈로 떠오른 중국발 미세먼지, 중국 불법 조업 어선의 한국 EEZ 침범, 조선민주주의인민공화국을 암묵적으로 지원하고 뒤에서 밀어주는 중화인민공화국의 행태, '한국은 역사적으로 중국의 일부였다'라는 등 시진핑 총서기 및 고위 관료들의 망언 및 중화중심주의, 중국인 관광객들의 몰상식한 행위 등이 복합적으로 작용하여 대중 인식에 지속적인 악영향을 끼치고 있는 것이다. 게다가 2018년 들어 문재인 정부의 노력에도 불구하고 한반도의 비핵화 문제가 교착상태에 빠지고, 조선민주주의인민공화국이 남북연락사무소를 폭파하는 등 국제 외교의 신뢰 자체를 무시하는 행동을 저지르자 일반 시민들의 대중 인식은 이와 함께 더 악화되고 있다. 또한 2019년 일어난 홍콩 시위에 대한 중화인민공화국의 탄압, 2020년 본격적으로 발생한 코로나19 사태에서 중화인민공화국의 초기 대응 부실 등의 이유로 대한민국의 대중 인식은 나아질 기미가 도저히 보이지 않고 있다.

## 대한민국-홍콩 관계

홍콩의 기

영국령 홍콩의 기 (~ 1997)

대한민국은 정부 수립 직후 1949년 5월 11일 홍콩 (당시 영국령)에 영사관을 설치하고, 동년 11월 29일 총영사관으로 승격하였다. 1950년대에 김포 - 쑹산 - 카이탁 간을 대한국민항공이 운항하기 시작하였으며, 현재에는 대한항공, 아시아나항공, 캐세이퍼시픽 항공 등이 인천 - 홍콩 노선을 운항중이다. 현재 대한민국의 대(對)홍콩 수출은 309억6840만USD, 홍콩의 대(對)대한민국 수출은 23억1507만USD(각 2011년)에 달하여, 홍콩은 대한민국에 있어서 제4위의 수출국이자 제34위의 수입국이다.

## 교통
양국 사이에는 대한항공이 중화인민공화국 내 20개 도시에서 26개 노선을, 아시아나 항공은 22개 도시 30개 노선을 각각 운항 중이다. 2010년 8월, 대한항공은 83%, 아시아나항공은 83.6%의 탑승율을 기록했다. 8월 한달 동안, 각각 35만2천명과 29만4천명의 탑승객을 운송하였다.
| 서울/인천 \|\| align=center\|ICN \|\| align=center\|RKSI \|\| 인천    | ○대한항공(17개) : 광저우, 다롄, 무단장, 베이징, 상하이(푸둥), 선전, 시안, 샤먼, 옌지, 옌타이, 웨이하이, 창사, 칭다오, 톈진, 항저우, 황산 ○아시아나항공(20개) : 베이징, 항저우, 톈진, 광저우, 창사, 구이린, 선전, 산야, 시안, 난징, 웨이하이, 상하이(푸둥), 칭다오, 옌타이, 청두, 창춘, 하얼빈, 다롄, 옌지 |
| 서울/김포 \|\| align=center\|GMP\|\|align=center\|RKSS \|\| 김포      | ○대한항공 : 베이징, 상하이(훙차오) ○아시아나항공 : 베이징, 상하이(훙차오) |
| 부산/김해 \|\| align=center\|PUS\|\|align=center\|RKPK \|\| 김해      | ○대한항공 : 베이징, 상하이(푸둥), 칭다오 ○아시아나항공 : 베이징, 광저우, 상하이(푸둥), 선양, 웨이하이, 항저우 ○에어부산 : 칭다오 |
| 제주 \|\| align=center\|CJU \|\| align=center\|RKPC \|\| 제주         | ○대한항공 : 베이징, 난닝 ○아시아나항공 : 베이징 |
| 무안 \|\| align=center\|MWX \|\| align=center\|RKJB \|\| 무안         | ○아시아나항공 : 베이징 |
| 틀:RKCJ                                                               | ○아시아나항공 : 베이징 |
| 베이징 \|\| align=center\|PEK \|\| align=center\|ZBAA \|\| 수도       | ○중국국제항공 : 서울(인천), 서울(김포), 부산, 대구, 제주 |
| 톈진 \|\| align=center\|TSN \|\| align=center\|ZBTJ \|\| 빈하이       | ○중국국제항공 : 서울(인천) |
| 항저우 \|\| align=center\|HGH \|\| align=center\|ZCHC \|\| 샤오산     | ○중국국제항공 : 서울(인천), 부산 |
| 샤먼 \|\| align=center\|XMN \|\| align=center\|ZSAM \|\| 가오치       | ○샤먼항공 : 서울(인천), 제주 |
| 칭다오 \|\| align=center\|TAO \|\| align=center\|ZSQD \|\| 류팅       | ○중국국제항공 : 서울(인천) |
| 웨이하이 \|\| align=center\|WEH \|\| align=center\|ZSWH \|\| 웨이하이 | ○중국국제항공 : 서울(인천) |
| 청두 \|\| align=center\|CTU \|\| align=center\|ZUUU \|\| 솽류         | ○중국국제항공 : 서울(인천) |
| 옌지 \|\| align=center\|YNJ \|\| align=center\|ZYYJ \|\| 차오양촨     | ○중국국제항공 : 서울(인천) |
| 홍콩 \|\| align=center\|HKG \|\|align=center\|VHHH \|\| 홍콩          | ○캐세이퍼시픽 항공 : 서울(인천) ○에어 인디아 : 서울(인천) ○에티오피아항공 : 서울(인천) ○타이 항공 : 서울(인천) |

## 역대 공관장
베이징에 대한민국 대사관이, 광저우 · 상하이 · 선양 · 시안 · 청두 · 칭다오 · 홍콩에 각 총영사관이 개설되어 있다. 서울에 주한 중화인민공화국 대사관이, 부산과 광주에는 총영사관이 개설되어 있다.

### 주중화인민공화국 대한민국 대사
중화인민공화국 베이징시 소재

### 주대한민국 중화인민공화국 대사
대한민국 서울특별시에 소재하고 있다. 자세한 사항은 주한 중국 대사관, 주부산 중국 총영사관, 주제주 중국 총영사관, 주광주 중국 총영사관 문서를 참고하라.

### 주홍콩 대한민국 총영사
중화인민공화국 홍콩 소재

## 양자간 조약
1980년의 투자에 관한 독려와 상호보호 협정, 무역협정, 과학기술협력협정, 경제, 무역과 기술협력연합위원회 창립에 관한 협정, 중국과 한국의 부산과 상해시 영사관 개설에 관한 교류문건, 1993년의 해운협정, 환경교류협정 등, 1994년의 소득세의 회피와 탈세방지에 관한 협정, 문화교류협력협정, 세관협력과 공조에 관한 협정 등, 1995년의 경제발전협력기금 차관에 관한 협정, 민간항공협력개발에 관한 양해의정서 등, 1997년의 주 중화인민공화국 홍콩특별행정구 한국 총영사관 유보에 관한 교류문건, 1998년의 형사사법공조조약 등, 2000년의 어업협정, 2003년의 민상사사법공조에 관한 협정, 2005년의 문화유산개발의 교류협력에 관한 협정, 2008년 범죄인 인도, 극지관학기술 협력양해각서, 학위학력상호인정양해각서를 또 체결하였으며, 투자보호협정 을 수정하고, 2005년 양국 정상이 확정한 중한경제무역협력 장기발전계획 연합연구보고를 수정하고 조정하는데 동의하였다.

## 정상회담 목록
| 한중 정상회담 일람 (1992~현재) | 한중 정상회담 일람 (1992~현재) | 한중 정상회담 일람 (1992~현재) | 한중 정상회담 일람 (1992~현재) | 한중 정상회담 일람 (1992~현재)                                                       | 한중 정상회담 일람 (1992~현재) |
| 날짜                           | 정상                           | 정상                           | 장소                           | 비고                                                                                 | 각주                           |
| 날짜                           | 대한민국                       | 중국                           | 장소                           | 비고                                                                                 | 각주                           |
| ------------------------------ | ------------------------------ | ------------------------------ | ------------------------------ | ------------------------------------------------------------------------------------ | ------------------------------ |
| 1992년 9월 28일                | 노태우                         | 양상쿤                         | 중국                           | 양국 수교 후 첫 회담                                                                 |                                |
| 1993년 11월 19일               | 김영삼                         | 장쩌민                         | 미국                           | - 시애틀 APEC 정상회의 계기 - 양국 지도부 교체 후 첫 회담                            |                                |
| 1994년 3월 28일                | 김영삼                         | 장쩌민                         | 중국                           | 김 대통령 방중                                                                       |                                |
| 1994년 11월 14일               | 김영삼                         | 장쩌민                         | 인도네시아                     | 자카르타 APEC 정상회의 계기                                                          |                                |
| 1995년 11월 13일               | 김영삼                         | 장쩌민                         | 대한민국                       | 장 총서기 방한                                                                       |                                |
| 1996년 11월 24일               | 김영삼                         | 장쩌민                         | 필리핀                         | 마닐라 APEC 정상회의 계기                                                            |                                |
| 1997년 11월 24일               | 김영삼                         | 장쩌민                         | 캐나다                         | - 밴쿠버 APEC 정상회의 계기 - 김 대통령 고별 회담                                    |                                |
| 1998년 11월 12일               | 김대중                         | 장쩌민                         | 중국                           | - 김 대통령 방중 - 김 대통령 취임 후 첫 양국 회담 - 한중 '협력동반자관계' 선언       |                                |
| 2000년 9월 6일                 | 김대중                         | 장쩌민                         | 미국                           | 유엔 새천년 정상회담 계기                                                            | [ 18 ]                         |
| 2001년 10월 18일               | 김대중                         | 장쩌민                         | 중국                           | - 김 대통령 방중 - 한중 '전면적협력관계' 구축                                        |                                |
| 2002년 10월 27일               | 김대중                         | 장쩌민                         | 멕시코                         | - 로스카보스 APEC 정상회의 계기 - 양 정상 고별 회담                                  |                                |
| 2003년 7월 7일                 | 노무현                         | 후진타오                       | 중국                           | - 노 대통령 방중 - 양국 지도부 교체 후 첫 회담                                       | [ 19 ]                         |
| 2003년 10월 19일               | 노무현                         | 후진타오                       | 태국                           | - 푸켓 APEC 정상회의 계기 - 한중 '전면적동반자관계' 선언                             |                                |
| 2004년 11월 19일               | 노무현                         | 후진타오                       | 칠레                           | 산티아고 APEC 정상회의 계기                                                          |                                |
| 2005년 5월 8일                 | 노무현                         | 후진타오                       | 러시아                         | 모스크바 전승 60주년 기념식 참석 계기                                                |                                |
| 2005년 11월 16일               | 노무현                         | 후진타오                       | 대한민국                       | 후 총서기 방한                                                                       |                                |
| 2006년 11월 17일               | 노무현                         | 후진타오                       | 베트남                         | 하노이 APEC 정상회의 계기                                                            |                                |
| 2007년 9월 7일                 | 노무현                         | 후진타오                       | 오스트레일리아                 | 시드니 APEC 정상회의 계기                                                            |                                |
| 2007년 11월 20일               | 노무현                         | 후진타오                       | 싱가포르                       | - 싱가포르 아세안+3 정상회의 계기 - 노 대통령 고별 회담                              |                                |
| 2008년 5월 27일                | 이명박                         | 후진타오                       | 중국                           | - 이 대통령 방중 - 이 대통령 취임 후 첫 양국 회담 - 한중 '전략적협력동반자관계' 선언 |                                |
| 2008년 8월 9일                 | 이명박                         | 후진타오                       | 중국                           | 2008년 베이징 올림픽 참석차 이 대통령 방중                                           |                                |
| 2008년 8월 25일                | 이명박                         | 후진타오                       | 대한민국                       | 후 총서기 국빈방한                                                                   |                                |
| 2009년 4월 3일                 | 이명박                         | 후진타오                       | 영국                           | 런던 G20 금융정상회의 계기                                                           |                                |
| 2009년 9월 23일                | 이명박                         | 후진타오                       | 미국                           | 뉴욕 유엔 총회 계기                                                                  |                                |
| 2010년 4월 30일                | 이명박                         | 후진타오                       | 중국                           | 이 대통령 상하이엑스포 방문 계기                                                     |                                |
| 2010년 6월 27일                | 이명박                         | 후진타오                       | 캐나다                         | 토론토 G20 정상회의 계기                                                             |                                |
| 2010년 11월 11일               | 이명박                         | 후진타오                       | 대한민국                       | 서울 G20 정상회의 계기                                                               |                                |
| 2012년 1월 9일                 | 이명박                         | 후진타오                       | 중국                           | - 이 대통령 국빈방중 - 한중 FTA 집중 논                                              |                                |
| 2012년 3월 26일                | 이명박                         | 후진타오                       | 대한민국                       | 서울 핵안보정상회의 계기                                                             |                                |
| 2012년 5월 14일                | 이명박                         | 후진타오                       | 중국                           | - 베이징 한중일 정상회의 계기 - 양국 정상 고별 회담                                  |                                |
| 2013년 6월 27일                | 박근혜                         | 시진핑                         | 중국                           | - 박 대통령 국빈방중 - 양국 지도부 교체 후 첫 회담 - '한중 미래비전 공동성명' 채     |                                |
| 2013년 10월 7일                | 박근혜                         | 시진핑                         | 인도네시아                     | 발리 APEC 정상회의 계기                                                              |                                |
| 2014년 3월 23일                | 박근혜                         | 시진핑                         | 네덜란드                       | 헤이그 핵안보정상회의 계기                                                           |                                |
| 2014년 7월 3일                 | 박근혜                         | 시진핑                         | 대한민국                       | 시 총서기 국빈방한                                                                   |                                |
| 2014년 11월 10일               | 박근혜                         | 시진핑                         | 중국                           | - 베이징 APEC 정상회의 계기 - 한중 FTA 실질적 타결 선언                              |                                |
| 2015년 9월 2일                 | 박근혜                         | 시진핑                         | 중국                           | 전승절 기념행사 참석차 박 대통령 방중                                                |                                |
| 2016년 3월 31일                | 박근혜                         | 시진핑                         | 미국                           | 워싱턴 핵안보정상회의 계기                                                           |                                |
| 2016년 9월 5일                 | 박근혜                         | 시진핑                         | 중국                           | - 항저우 G20 정상회의 계기 - 박 대통령 고별 회담 - 사드 배치 후 첫 회담              |                                |
| 2017년 7월 6일                 | 문재인                         | 시진핑                         | 독일                           | - 베를린 G20 정상회의 계기 - 문 대통령 취임 후 첫 양국 회담                          |                                |
| 2017년 11월 11일               | 문재인                         | 시진핑                         | 베트남                         | - 다낭 APEC 정상회의 계기 - 사드 관련 3불합의 타결 합의                              |                                |
| 2017년 12월 14일               | 문재인                         | 시진핑                         | 중국                           | 문 대통령 국빈방중                                                                   |                                |
| 2018년 11월 17일               | 문재인                         | 시진핑                         | 파푸아뉴기니                   | 파푸아뉴기니 G20 정상회의 계기                                                       |                                |
| 2019년 6월 27일                | 문재인                         | 시진핑                         | 일본                           | 오사카 G20 정상회의 계기                                                             |                                |
| 2019년 12월 23일               | 문재인                         | 시진핑                         | 중국                           | - 청두 한중일 정상회의 계기 - 문 대통령 고별 회담                                    |                                |
| 2022년 11월 15일               | 윤석열                         | 시진핑                         | 인도네시아                     | - 발리 G20 정상회의 계기 - 윤 대통령 취임 후 첫 양국 회담                            | [ 20 ]                         |
| 2024년 11월 15일               | 윤석열                         | 시진핑                         | 칠레                           | 리마 APEC 정상회의 계기                                                              | [ 21 ]                         |

## 같이 보기
- 한중 관계